# Dance of Fire
Dance of Fire är ett album från 1995 av den azeriska jazzartisten Aziza Mustafa Zadeh.

## Låtlista
Låt 1–4 kallas också för Dance of Fire Suite.
1. Boomerang (4.24)
2. Dance of Fire (6.03)
3. Sheherezadeh (2.53)
4. Aspiration (2.23)
5. Bana Bana Gel (Bad Girl) (12.32)
6. Shadow (5.55)
7. Carnival (7.29)
8. Passion (7.11)
9. Spanish Picture (9.02)
10. To Be Continued (5.59)
11. Father (5.57)

## Musiker
- Aziza Mustafa Zadeh – flygel, sång
- Al Di Meola – akustisk gitarr
- Bill Evans – Sopran- och tenorsaxofon
- Stanley Clarke – akustisk och elektrisk bas
- Kai E. Karpeh De Camargo – 5-strängad elektrisk bas
- Omar Hakim – trummor